# Ванадзорский государственный университет
Ванадзорский государственный университет имени Ованеса Туманяна — высшее учебное заведение в городе Ванадзор Лорийской области Армении.

## История
С целью обеспечения педагогами школ в северо-восточной части Армении, Решением Совета Армянской ССР № 455 от 9 июля 1969 года в Кировакан переводится заочное отделение Ереванского педагогического института в составе 5 факультетов (армянского языка и литературы, методики обучения в начальной школе, физико-математический, биологии и истории), и переименовывается в «Кироваканский государственный педагогический институт». В том же году открывается очное отделение по этим специальностям. В Кировакан переезжает 4711 студентов.
В 1982 году в институте поднимаются вопросы подготовки квалифицированных кадров в рамках профессии информатика, внедрения высоких технологий в перспективе, ректором института становится выдающийся армянский математик Сергей Мергелян. Он руководил Институтом до 1986 года.
Некоторое время институт имел филиал в городе Степанакерт с 1988 по 1989.
В настоящее время в вузе внедрена трехступенчатая система образования. В бакалавриате и магистратуре впервые прошёл приём в 2008 году, в аспирантуре — в 2006 году. В системе очного обучения по основной образовательной программе бакалавриата учебный процесс организуется по 29 специальностям, а по основной образовательной программе магистра — ещё по 4 специальностям. В системе заочного обучения внедрены 25 основных образовательных программ бакалавра.
30 апреля 2014 года решением правительства Армении № 458/Н вуз был реорганизован в «Ванадзорский государственный университет имени Ованеса Туманяна».